# Bruno Grandi
Bruno Grandi (Emilia Romagna, 9 de maio de 1934) é um sportsman italiano, presidente da Federação Internacional de Ginástica e membro do Comitê Olímpico Internacional.
Natural de Forlì, Grandi foi professor de educação física no Instituto de Educação Física, em Roma. Bruno foi membro da elite júnior italiana de ginástica artística masculina. Anos mais tarde, tornou-se o técnico da seleção júnior nacional. Aos 43 anos, tornou-se presidente da Federação Italiana de Ginástica.
Presidente da FIG desde 1996, ao aposentar-se Yuri Titov, Grandi, em 2004, viu a ginástica artística descredibilizar-se com os escândalos nas Olimpíadas de Atenas e a recuperar-se com um novo código de pontos, elaborado por ele e pela ex-ginasta Nellie Kim. Em 2008, foi reeleito presidente da Federação Internacional.
Em 2001, fora introduzido no International Gymnastics Hall of Fame.